# Cimber Sterling

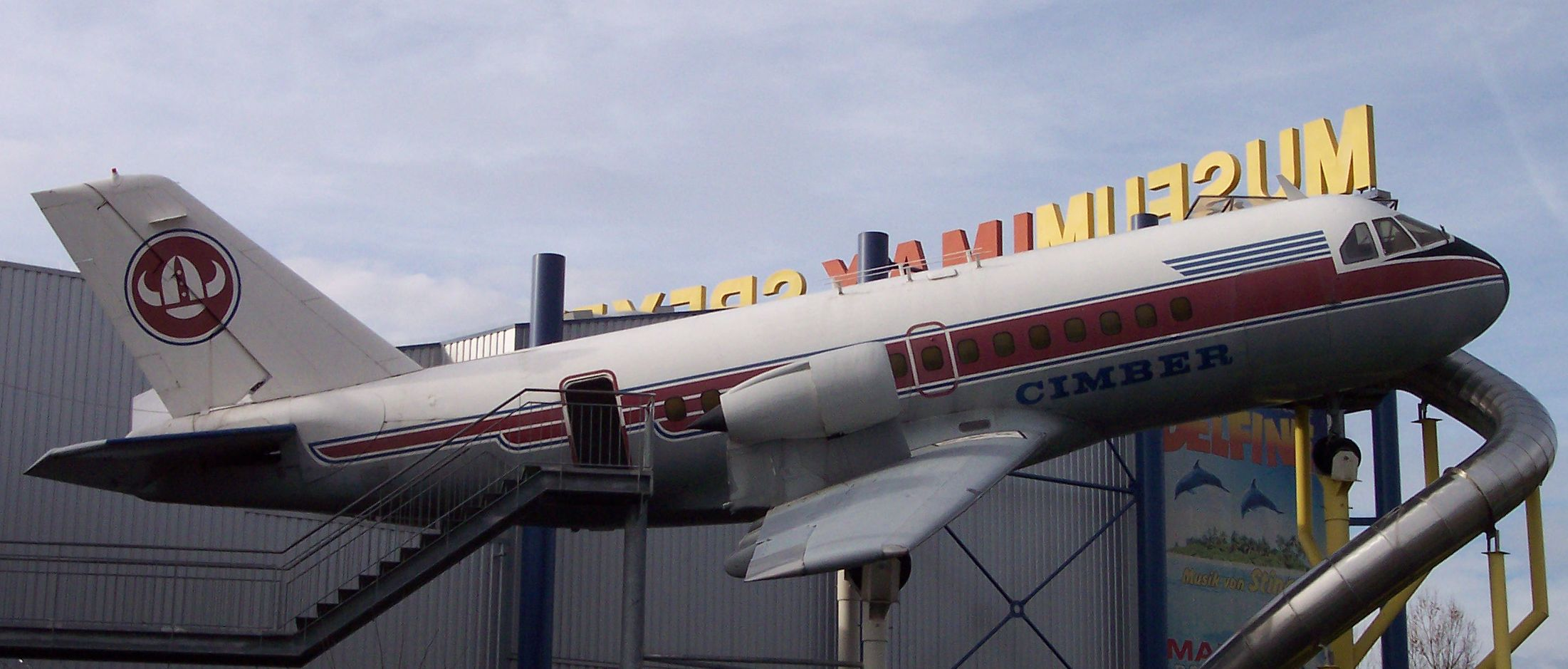
VFW-Fokker 614 авіакомпанії Cimber Air

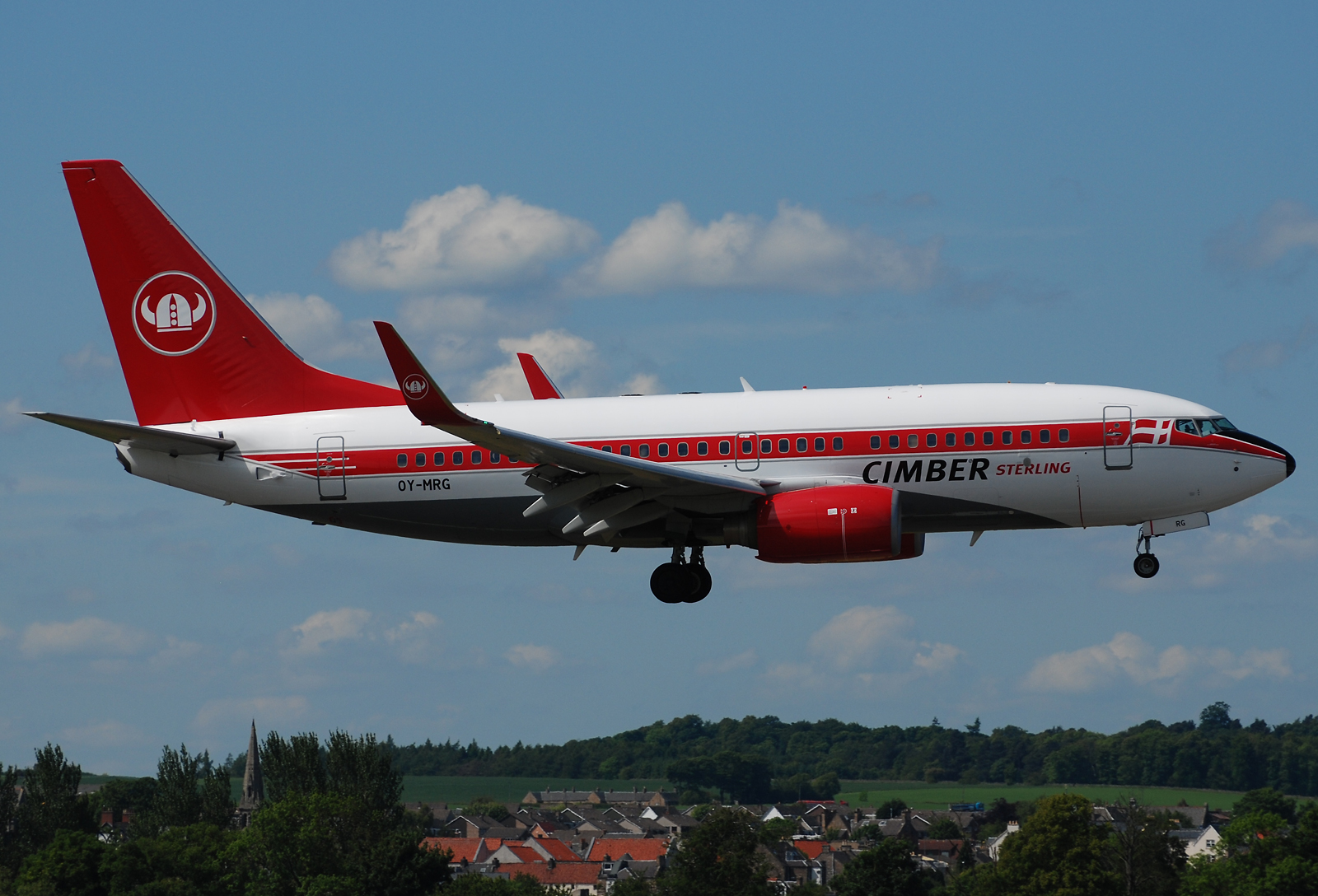
Boeing 737-7L9

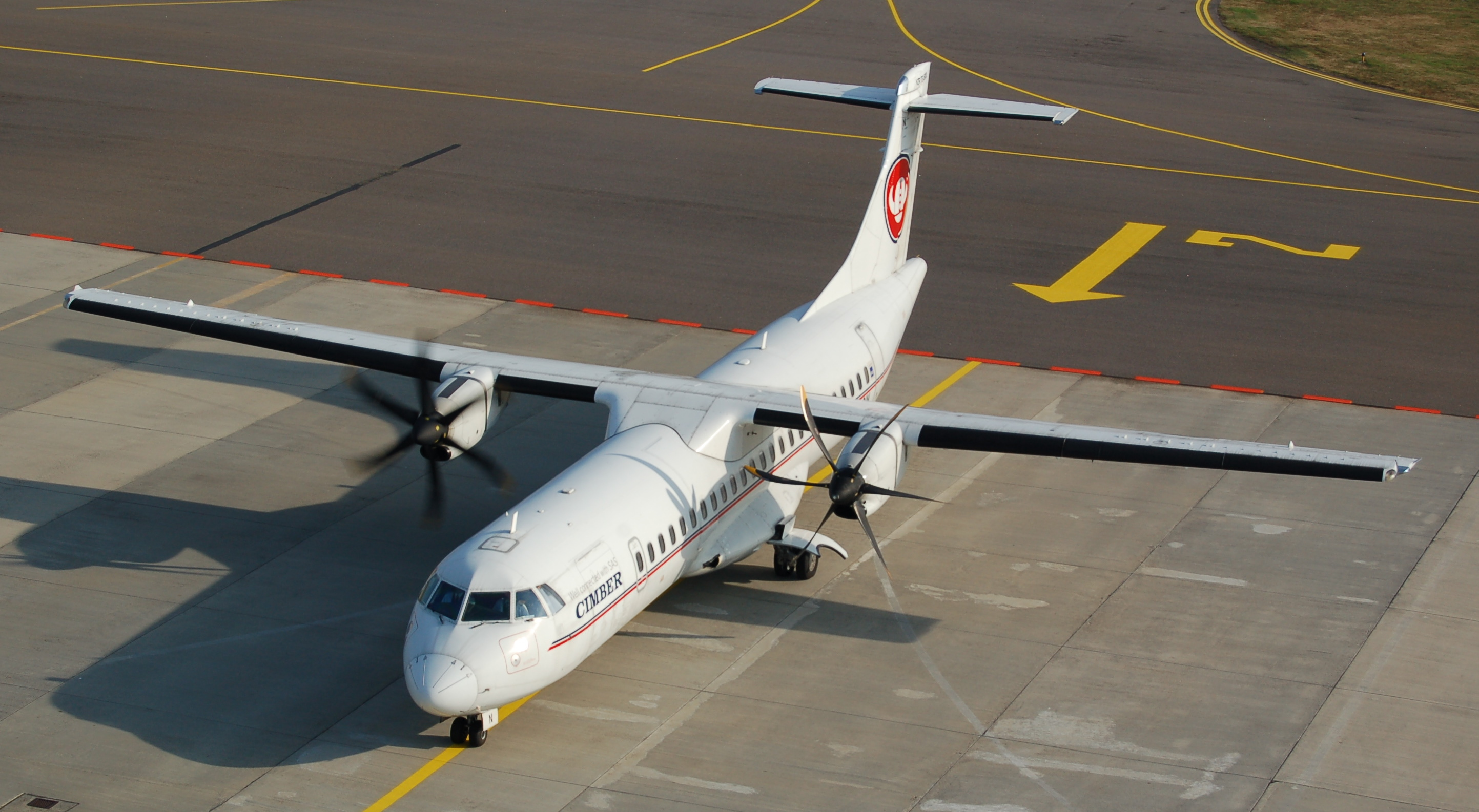
ATR 72-500 авіакомпанії Cimber Air в аеропорту Борнхольма

Cimber Sterling, також знана як Cimber Air — колишня данська авіакомпанія зі штаб-квартирою в Сеннерборзі, здійснювала регулярні пасажирські авіаперевезення всередині країни й за її межами. Партнер флагманських авіакомпаній Scandinavian Airlines (SAS) і Lufthansa.
Основними транзитними вузлами Cimber Sterling були аеропорт Копенгагена, аеропорт Ольборга та аеропорт Біллунна.

## Історія
Авіакомпанія Cimber Air була заснована льотчиком Ингольфом Нільсеном 1 серпня 1950 року і початку операційну діяльність до кінця того ж року. Компанія була одним з небагатьох комерційних перевізників, які мали у своєму флоті реактивні літаки регіонального класу VFW-Fokker 614, а також експлуатувала лайнери Nord 262 і турбогвинтові Grumman Gulfstream I на регулярних пасажирських маршрутах. У травні 1998 року авіакомпанія Scandinavian Airlines System придбала 26% власності Cimber Air, після чого обидва перевізники підписали код-шерінгову угоду про спільні рейси. У березні 2003 року SAS реалізувала куплену власність керівної компанії «Cimber Air Holding».
3 грудня 2008 року Cimber Air викупила частину авіакомпанії Sterling Airlines, яка оголосила про власне банкрутство 29 жовтня того ж року. Після завершення процедури злиття обох перевізників нова авіакомпанія отримала офіційну назву Cimber Sterling, почавши комерційну діяльність 7 січня 2009 року. Авіакомпанія продовжила лізинг літаків, раніше експлуатувалися в Sterling Airlines, і, попри те, що в договорі про закупівлю перевізника не було пункту про переведення персоналу на роботу в нову компанію, Cimber Sterling запросила весь персонал в штат на переукладання трудових угод.
У березні 2007 року Cimer Sterling була повністю викуплена холдингом Cimber Air Holding, до цього часу в штаті компанії працювало 368 співробітників. У 2009 році авіакомпанія стала акціонерним товариством, розмістивши власні акції на Копенгагенській фондовій біржі.
У червні 2011 року кіпрський офшор Mansvell Enterprises, контрольована українським мільярдером Ігорем Коломойським, оголосив про придбання 66,7% акцій авіакомпанії Cimber Sterling за 31,28 млн доларів США.
Вранці 3 травня 2012 року, компанія Cimber Sterling скасувала всі рейси і подала заяву про банкрутство.

## Флот
Станом на 5 квітня 2011 року повітряний флот авіакомпанії Cimber Sterling складали наступні літаки: